# La Selle-Guerchaise
La Selle-Guerchaise (tiếng Breton: Kell-Gwerc'h, Gallo: La Cèll-Gèrcheizz) là một xã của tỉnh Ille-et-Vilaine, thuộc vùng Bretagne, miền tây bắc nước Pháp.

## Dân số
Người dân ở La Selle-Guerchaise được gọi là Sellais.
| Năm | 1962 | 1968 | 1975 | 1982 | 1990 | 1999 |
| --- | ---- | ---- | ---- | ---- | ---- | ---- |
| Dân số | 167  | 168  | 136  | 124  | 121  | 128  |
| From the year 1962 on: No double counting—residents of multiple communes (e.g. students and military personnel) are counted only once. |      |      |      |      |      |      |